# Commonwealth Games 2010/Gewichtheben
Bei den Commonwealth Games 2010 im indischen Neu-Delhi fanden im Gewichtheben 15 Wettbewerbe, acht für Männer und sieben für Frauen, statt.
Austragungsort war der Jawaharlal Nehru Sports Complex.

## Männer

### Klasse bis 56kg
| Platz | Land | Sportler               | Gewicht  |
| ----- | ---- | ---------------------- | -------- |
| 1     | MAS  | Amirul Hamizan Ibrahim | 257,0 kg |
| 2     | IND  | Sukhen Dey             | 252,0 kg |
| 3     | IND  | VS Rao                 | 248,0 kg |

Datum: 4. Oktober 2010, 18:30 Uhr

### Klasse bis 62kg
| Platz | Land | Sportler                | Gewicht  |
| ----- | ---- | ----------------------- | -------- |
| 1     | MAS  | Aricco Jumitih          | 276,0 kg |
| 2     | MAS  | Naharudin Mahayudin     | 275,0 kg |
| 3     | SRI  | Anton Kurukulasooriyage | 272,0 kg |

Datum: 5. Oktober 2010, 14:00 Uhr

### Klasse bis 69kg
| Platz | Land | Sportler           | Gewicht  |
| ----- | ---- | ------------------ | -------- |
| 1     | IND  | Ravi Katulu        | 321,0 kg |
| 2     | SRI  | Chinthana Vidanage | 308,0 kg |
| 3     | MAS  | Mohd Hafifi Mansor | 306,0 kg |

Datum: 6. Oktober 2010, 18:30 Uhr

### Klasse bis 77kg
| Platz | Land | Sportler                 | Gewicht  |
| ----- | ---- | ------------------------ | -------- |
| 1     | NRU  | Yukio Peter              | 333,0 kg |
| 2     | AUS  | Ben Turner               | 308,0 kg |
| 3     | IND  | Sudhir Kumar Chitradurga | 297,0 kg |

Datum: 7. Oktober 2010, 14:00 Uhr

### Klasse bis 85kg
| Platz | Land | Sportler          | Gewicht  |
| ----- | ---- | ----------------- | -------- |
| 1     | AUS  | Simplice Ribouem  | 333,0 kg |
| 2     | NZL  | Richard Patterson | 331,0 kg |
| 3     | CAN  | Mathieu Marineau  | 325,0 kg |

Datum: 8. Oktober 2010, 18:30 Uhr

### Klasse bis 94kg
| Platz | Land | Sportler         | Gewicht  |
| ----- | ---- | ---------------- | -------- |
| 1     | SAM  | Faavae Faauliuli | 334,0 kg |
| 2     | SCO  | Peter Kirkbride  | 333,0 kg |
| 3     | NGR  | Benedict Uloko   | 332,0 kg |

Datum: 9. Oktober 2010, 14:00 Uhr

### Klasse bis 105kg
| Platz | Land | Sportler          | Gewicht  |
| ----- | ---- | ----------------- | -------- |
| 1     | SAM  | Niusila Opeloge   | 338,0 kg |
| 2     | NZL  | Stanislav Chalaev | 334,0 kg |
| 3     | NGR  | Curtis Onaghinor  | 332,0 kg |

Datum: 10. Oktober 2010, 18:30 Uhr

### Klasse über 105kg
| Platz | Land | Sportler         | Gewicht  |
| ----- | ---- | ---------------- | -------- |
| 1     | AUS  | Damon Kelly      | 397,0 kg |
| 2     | NRU  | Itte Detenamo    | 397,0 kg |
| 3     | CAN  | George Kobaladze | 386,0 kg |

Datum: 11. Oktober 2010, 18:30 Uhr

## Frauen

### Klasse bis 48kg
| Platz | Land | Sportlerin             | Gewicht       |
| ----- | ---- | ---------------------- | ------------- |
| 1     | NGR  | Augustina Nwaokolo     | 175,0 kg (GR) |
| 2     | IND  | Sonya Chanu            | 167,0 kg      |
| 3     | IND  | Sandhya Rani Devi Atom | 165,0 kg      |

Datum: 4. Oktober 2010, 14:00 Uhr
GR: Commonwealth Games-Rekord

### Klasse bis 53kg
| Platz | Land | Sportlerin             | Gewicht  |
| ----- | ---- | ---------------------- | -------- |
| 1     | CAN  | Marilou Dozois-Prévost | 182,0 kg |
| 2     | NGR  | Onyeka Azike           | 180,0 kg |
| 3     | MAS  | Raihan Yusoff          | 175,0 kg |

Datum: 5. Oktober 2010, 18:30 Uhr

### Klasse bis 58kg
| Platz | Land | Sportlerin      | Gewicht  |
| ----- | ---- | --------------- | -------- |
| 1     | IND  | Renu Bala Chanu | 197,0 kg |
| 2     | AUS  | Seen Lee        | 192,0 kg |
| 3     | ENG  | Zoe Smith       | 188,0 kg |

Datum: 6. Oktober 2010, 14:00 Uhr

### Klasse bis 63kg
| Platz | Land | Sportlerin          | Gewicht  |
| ----- | ---- | ------------------- | -------- |
| 1     | NGR  | Obioma Agatha Okoli | 211,0 kg |
| 2     | WAL  | Michaela Breeze     | 202,0 kg |
| 3     | CMR  | Marie Josephe Fegue | 198,0 kg |

Datum: 7. Oktober 2010, 18:30 Uhr

### Klasse bis 69kg
| Platz | Land | Sportlerin          | Gewicht  |
| ----- | ---- | ------------------- | -------- |
| 1     | CAN  | Christine Girard    | 235,0 kg |
| 2     | SEY  | Janet Marie Georges | 216,0 kg |
| 3     | NGR  | Itohan Ebireguesele | 215,0 kg |

Datum: 8. Oktober 2010, 14:00 Uhr

### Klasse bis 75kg
| Platz | Land | Sportlerin                  | Gewicht  |
| ----- | ---- | --------------------------- | -------- |
| 1     | NGR  | Hadiza Zakari               | 239,0 kg |
| 2     | CAN  | Marie-Ève Beauchemin-Nadeau | 225,0 kg |
| 3     | IND  | Laishram Monika Devi        | 216,0 kg |

Datum: 9. Oktober 2010, 18:30 Uhr

### Klasse über 75kg
| Platz | Land | Sportlerin     | Gewicht       |
| ----- | ---- | -------------- | ------------- |
| 1     | SAM  | Ele Opeloge    | 285,0 kg (GR) |
| 2     | NGR  | Maryam Usman   | 255,0 kg      |
| 3     | AUS  | Deborah Acason | 245,0 kg      |

Datum: 10. Oktober 2010, 14:00 Uhr
GR: Commonwealth Games-Rekord

## Medaillenspiegel
| Platz | Land       | Gold | Silber | Bronze | Gesamt |
| ----- | ---------- | ---- | ------ | ------ | ------ |
| 1     | Nigeria    | 3    | 2      | 3      | 8      |
| 2     | Samoa      | 3    | –      | –      | 3      |
| 3     | Indien     | 2    | 2      | 4      | 8      |
| 4     | Australien | 2    | 2      | 2      | 6      |
| 5     | Kanada     | 2    | 1      | 2      | 5      |
| 6     | Malaysia   | 2    | 1      | 1      | 4      |
| 7     | Nauru      | 1    | 1      | –      | 2      |
| 8     | Sri Lanka  | –    | 1      | 1      | 2      |
| 9     | Neuseeland | –    | 2      | –      | 2      |
| 10    | Schottland | –    | 1      | –      | 1      |
|       | Seychellen | –    | 1      | –      | 1      |
|       | Wales      | –    | 1      | –      | 1      |
| 13    | England    | –    | –      | 1      | 1      |
|       | Kamerun    | –    | –      | 1      | 1      |